# Vieira da Silva (krater)
Vieira da Silva är en nedslagskrater på planeten Merkurius, med en diameter på ungefär 274 kilometer.
2013 uppkallades kratern efter konstnären Maria Helena Vieira da Silva.